# 予備品証明
予備品証明（よびひんしょうめい）とは、航空法第18条および規則第27条で定めるエンジン・プロペラやその他の航空機の安全性を確保する為の重要な装備品について、部品単独の状態で国土交通大臣(航空機検査官)が検査し、その耐空性を認める証明書である。
通称"予証"と呼ばれており、その検査合格票は、その色から"青タグ"と呼ばれる。予備品証明対象部品は、航空法、施行規則またはサーキュラーNo.1-004第Ⅳ部「型式承認対象部品」にも詳細に定めているものの、実際は各航空会社がそれぞれ航空局と相談し、それぞれの航空機について予備品証明対象部品を明確にしていたが、2022年6月18日に廃止された。

## 概要
対象となる装備品が耐空性の基準に適合すると認めた場合には国土交通大臣（航空機検査官）から予備品検査合格票が交付される。また航空機に装備されている装備品を交換する場合、予備品証明を受けた装備品を用いて行う交換作業は小修理又は軽微な修理として有資格整備士の確認検査で良いのだが、予備品証明を受けない装備品を用いて行う交換作業は大修理となり、修理改造検査として国土交通大臣（航空機検査官）の検査が必要になる。有効期限は無いが、予備品証明を受けた装備品を、耐空証明を取得した航空機に装備した場合と大修理または改造（小改造･大改造）した場合には、その装備品の予備品証明は効力を失う（失効）。

### 予備品証明検査
対象となる装備品の強度･構造･性能ならびに設計・製造過程・整備又は改造の過程において国が検査を行う。
予備品証明検査の対象は、予備品証明対象の装備品において
- 製造したとき
- 新たに購入（輸入）した時
- 大修理または改造した時
- 重要な装備品の安全証明書を取得する時

航空法第17条に規定する国土交通省令が定める輸入装備品は日本の国土交通大臣が認めた予備品証明を受けたものと定められており。
- 国際民間航空条約の締約国たる外国がその耐空性を証明またはその他の行為をした装備品
- 装備品の製造･修理又は改造の能力についての認定その他の行為に、我が国と同等以上の基準及び手続を有すると国土交通大臣が認めた外国で、その国の基準及び手続により認定その他の行できていない為を受けた者（事業者）が、製造･修理又は改造をして、その耐空性について確認した装備品

装備品（予備品証明対象部品）を国土交通大臣の認定を受けた認定事業場（装備品修理改造認定事業場と装備品製造検査認定事業場）で修理改造又は製造検査された場合、そこで認められた確認主任者が、耐空性の基準に適合すると認めた場合には、国の検査を全面的又は一部省略できるようになっており、その場合には予備品検査合格票と同じ効力を持つ装備品基準適合証が認定事業場から発行される。ただし、認定事業場でも、認定された装備品の品目の製造又は修理改造のみが認められており、その品目以外の製造又は修理改造を実施した場合には、国の予備品証明検査を受けなければならない。

### 予備品証明の廃止
対象となる装備品の安全性や耐空性を認める予備品証明では、認定事業場以外の事業者が対象となる装備品を製造・修理・修理した場合のみ、予備品証明検査が行われるが、その際、認定事業場以外の事業者を国が直接監督できていない問題があった。その為、2022年6月18日以降は予備品証明は廃止となり、対象となる装備品すべてを、原則として認定事業場と我が国と同等以上の能力を持つ外国が認めた認定事業場が製造・修理・改造して基準適合性を確認した装備品基準適合証等があるものでなければ航空機に装備することができなくなった。
予備品証明の廃止により、予備品証明又は装備品基準適合証等を受けない装備品を用いて行う交換作業は修理改造検査として国土交通大臣（航空機検査官）の検査は不要となり、航空機使用者（航空会社）が整備の一環として修理・改造を行った装備品においては、航空機設計者が発行するメンテナンス・マニュアル（AMM・SRM）やSB又は航空局が指定する整備方法（サーキュラー・TCD）において修理・改造を行い、その後に航空機に装備して、航空法19条により整備後に耐空性を確認した場合は装備品基準適合証等は必要はない。